# Afrotheora
Afrotheora is een geslacht van vlinders van de familie wortelboorders (Hepialidae).

## Soorten
- A. argentimaculata Nielsen & Scoble, 1986
- A. brevivalva Nielsen & Scoble, 1986
- A. flavimaculata Nielsen & Scoble, 1986
- A. jordani (Viette, 1956)
- A. minirhodaula Nielsen & Scoble, 1986
- A. rhodaula (Meyrick, 1926)
- A. thermodes (Meyrick, 1921)